# Heads You Win–Tails I Lose
«Heads You Win-Tails I Lose» es una canción escrita por Brian Wilson y Gary Usher para la banda de rock estadounidense The Beach Boys. Fue lanzado en su álbum de Surfin' Safari de 1962.

## Composición
Según el letrista Gary Usher, "Heads You Win-Tails I Lose" resultó de un esfuerzo por convertir las expresiones contemporáneas en canciones. La canción está en forma AABA. En las secciones A, los patrones de acordes doo-wop típicos se dividen por la mitad, y luego se repiten: I-VI-I-VI-IV-V-IV-V. La sección B es un patrón más tradicional, al igual que otras canciones de Surfin' Safari.

## Grabación
"Heads You Win-Tails I Lose" fue grabado en la última sesión de Surfin' Safari, el 6 de septiembre de 1962. Mientras Nick Venet es acreditado oficialmente como productor, algunos de los participantes afirman que Brian Wilson hizo el trabajo de producción.

### Créditos
The Beach Boys
- Mike Love voz principal
- David Marks guitarra rítmica
- Brian Wilson armonías y coros; bajo eléctrico
- Carl Wilson armonías y coros; guitarra principal
- Dennis Wilson armonías y coros; batería